# Estadio Lokomotiv (Nizhni Nóvgorod)
El Estadio Lokomotiv (en ruso: Стадион «Локомотив») es un estadio multiusos de la ciudad de Nizhni Nóvgorod, Rusia. El estadio fue inaugurado en 1932, tiene capacidad para 17 800 espectadores y sirve, principalmente, para la práctica del fútbol. En el estadio disputaba sus partidos como local el FC Volga Nizhny Novgorod, pero también lo hicieron antiguos clubes de la ciudad como el Spartak Nizhni Nóvgorod y el Lokomotiv Nizhni Nóvgorod.